# Eulises Pavón
Eulises Ezequiel Pavón Alvarado (6 gennaio 1993) è un calciatore nicaraguense, attaccante del Suchitepéquez.

## Carriera

### Club
Ha giocato nel campionato nicaraguense e salvadoregno.

### Nazionale
Ha debuttato in Nazionale nel 2011. È stato successivamente convocato per la Gold Cup 2017.